# Aseptis curvata
Aseptis curvata là một loài bướm đêm trong họ Noctuidae.